# Мідяниця
Мідяни́ця — село в Кам'янській сільській громаді Берегівського району Закарпатської області України.

## Назва
Назва села має угорське походження. Значення слова Меденце перекладається як басейн — це частина земної поверхні, яка є відносно глибокою або оточеною горами. Мідяниця-Меденце названа на честь географічного положення села.

## Історія
Вперше згадується у 1378-році як Medencze
Інші назви: 1463-Medenche, 1530- Medencze, 1564-Kraÿna Medencze, 1570-Medenczie, 1773-Medencze, Medinitz, 1808-Medencze, Medincze, Medjanicza, 1851-Medencze, Migyanicza, 1913-Medence, 1925-Midjanice, 1930-Medenice, 1944- Medence, Мъдяница (Hnt.), 1983-Мідяниця, Медяница (ZO).
Церква св. арх. Михайла. 1825.

## Релігія
храм св. арх. Михайла. 1825.
Село зазначене філією Арданова в 1692 р.
У 1730 р. згадують дерев'яну церкву і священика Івана Онисковича, який прикупив ділянку для парохії за 38 форинтів.
На теперішній мурованій церкві — напис, переписаний зі старої кам'яної плити: «Сія церков побудована | 18 серпня 1825 року | Служителі церкви | Кобаль Іоанн, Ігусс Іоанн, Матьола Іоанн. Церков відновлена 1989.»
До фундаторів церкви зараховують також Василя Кобаля, на могилі якого біля церкви стоїть кам'яний хрест з його прізвищем та датою смерті — 1869. У шематизмі єпархії 1883 р. церкву датовано 1870 р., а в записах Т. Легоцького кінця XIX ст. церква присвячена Воздвижению чесного хреста. У 1893 р. цісар Австро-Угорщини виділив на ремонт храму і фари 100 форинтів. У 1943 р. Іван Бочкай провів ремонт церкви. Останнє малювання інтер'єру здійснив Йосип Балог з Мукачева. Біля церкви стоїть своєрідна дерев'яна дзвіниця каркасної конструкції, збудована в 1921 р. Первісне дерев'яне покриття дахів дзвіниці замінено на бляшане.
Угорський напис на великому дзвоні повідомляє, що відлито його за власні кошти Іваном Матьолою та Федором Матьолою в 1793 р. Два менші дзвони — продукція фірми «Ріхард Герольд» 1922 р. Цікаву дерев'яну дзвіницю розберуть, бо вже розпочато спорудження мурованої дзвіниці.
Парох Мідяниці Іван Скиба був в'язнем радянських концтаборів з 1949 по 1956 р.

## Населення
Згідно з переписом УРСР 1989 року чисельність наявного населення села становила 811 осіб, з яких 367 чоловіків та 444 жінки.
За переписом населення України 2001 року в селі мешкало 846 осіб. 100 % населення вказало своєю рідною мовою українську мову.

## Туристичні місця
- храм св. арх. Михайла. 1825.
- Два солоні озера можна відшукати за 28,5 км від Мукачева, навпроти повороту до села Мідяниця на Іршавщині.
- На території бази відпочинку «Родинне гніздо» знаходяться дві водойми — природне солене озеро глибиною 1,5 метра і басейн глибиною до 1 метра.